# 조선 왕을 말하다
조선 왕을 말하다는 이덕일의 역사평설이다. 1권은 태종, 세조, 연산군, 광해군, 인조, 성종, 영조를 다뤘다.